# Kbk wz. 1988 Tantal
O karabinek wzór 1988 (Carabina Modelo 1988) Tantal é um fuzil de assalto de 5,45×39mm projetado e produzido na Polônia no final da década de 1980.

## Desenvolvimento
O trabalho de projeto do novo fuzil começou oficialmente em 1984 na fábrica estatal Ośrodek Badawczo-Rozwojowy (OBR), na cidade de Radom, a pedido do Ministério da Defesa polonês (o instituto OBR já estudava uma possível arma de 5,45 mm desde o final de 1980). Em 1985, os parâmetros da arma foram confirmados e os testes de fábrica foram realizados no final daquele ano. Em 1986, o primeiro lote de protótipos foi fabricado para testes de avaliação e qualificação.
Esses primeiros protótipos, inicialmente designados wz. 1981, foram modelados com base no fuzil de assalto soviético AKM de 7,62 mm. Como a arma era projetada para lançar granadas de bocal, foram utilizados um dispositivo de cano multifuncional de novo projeto e uma coronha dobrável mais resistente (a coronha de arame é uma cópia da coronha de arame usada no fuzil MPi-KMS-72 da Alemanha Oriental). Além disso, o wz. 81 era equipado com um modo de disparo em rajada com limitação mecânica, inspirado no protótipo AKMS wz. 1980, desenvolvido no final da década de 1970 pela OBR.
No final de 1987, o fuzil foi extensivamente revisado e aprimorado (entre as mudanças, uma série de componentes foram introduzidos para serem intercambiáveis com o AK-74, incluindo o ferrolho, os carregadores e o modo de disparo em rajada, que foi ainda mais refinado). Em janeiro de 1988, esses protótipos aprimorados foram novamente avaliados e, em 1989, o fuzil foi declarado como tendo atendido aos requisitos, seguido por um pedido de um lote de pré-produção, fabricado no mesmo ano. Em 1990, os fuzis foram avaliados com sucesso e então transferidos para os testes operacionais finais. Em 1991, o fuzil foi introduzido em serviço no Exército Polonês como 5,45 mm karabinek wz. 1988 (kbk wz. 88).
O projeto da arma foi desenvolvido pela equipe de engenheiros da OBR em Radom, sob a orientação de B. Szpaderski. O fuzil foi produzido exclusivamente com coronha de arame dobrável pela Fábrica de Armas Łucznik em Radom.

## Variante
O Tantal foi usado para desenvolver a carabina Onyks, a combinação de fuzil/lança-granadas Karabinek-Granatnik wz. 1974 e uma variante "noturna" do wz. 1988, equipada com um trilho lateral no receptor usado para montar uma mira noturna NSP-3 (ou mira noturna polonesa PCS-5).
O protótipo Kbk wz. 1990 também foi criado como um wz. 88 com câmara para 5,56×45mm NATO, porém este foi rejeitado devido à falta de interesse do Exército Polonês.

## Operadores

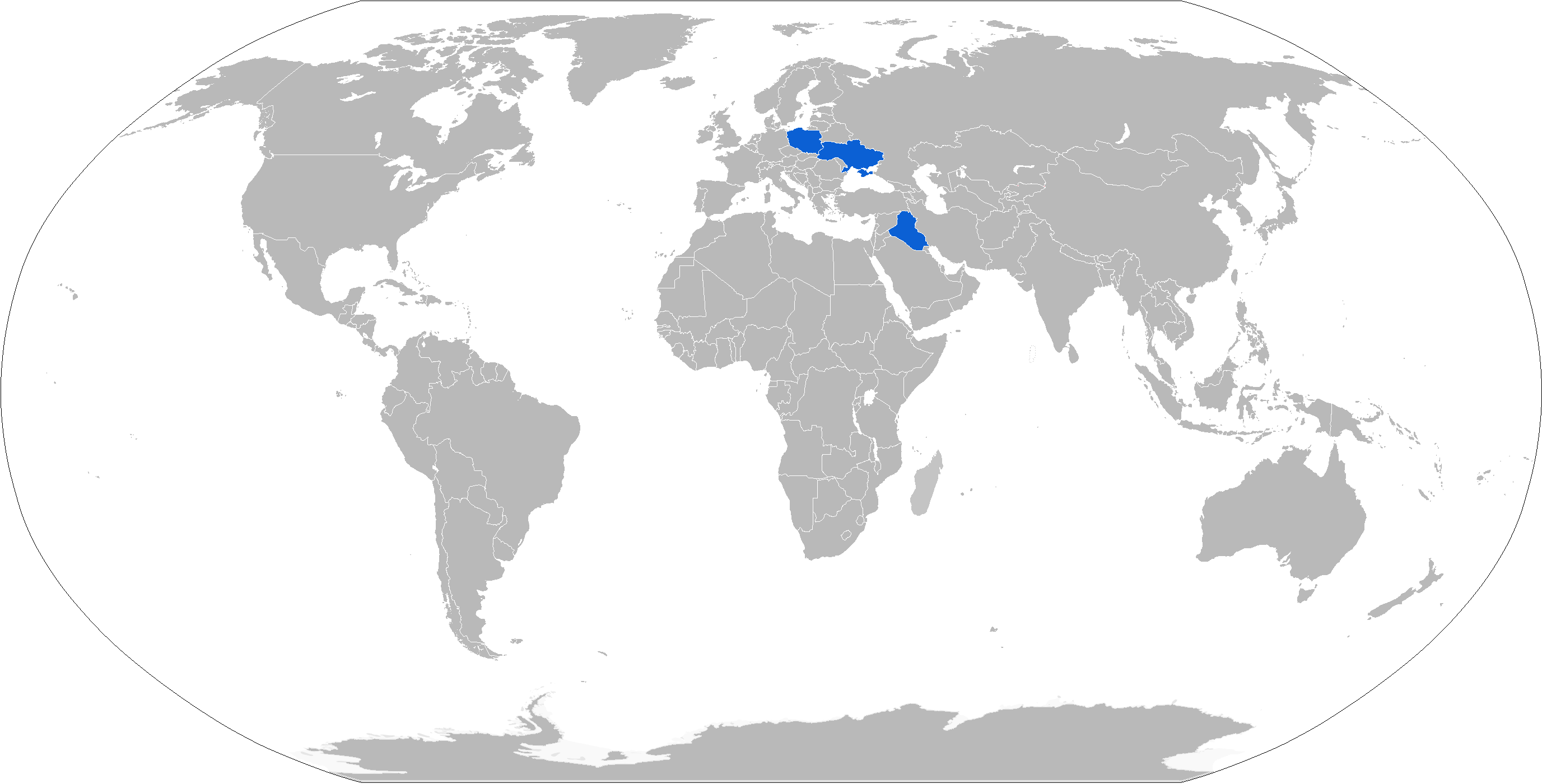
Mapa com operadores do wz. 88 Tantal em azul.

- Iraque: 10.000 unidades compradas da Polônia em 2005/2006.[2]
- Partido dos Trabalhadores do Curdistão[3]
- Polónia: 25.000 unidades, parcialmente retiradas de serviço em 2005, algumas mantidas em estoque.[2][4]
- Síria
- Ucrânia: Doados da Polônia em 2022.[5][6]